# Привольненська сільська рада
Приво́льненська сільська рада (рос. Привольненский сельский совет) — сільське поселення у складі Половинського району Курганської області Росії.
Адміністративний центр — село Привольне.
Населення сільського поселення становить 228 осіб (2017; 367 у 2010, 521 у 2002).

## Склад
До складу сільського поселення входять:
| Населений пункт       | Населення, осіб (2002) | Населення, осіб (2010) |
| --------------------- | ---------------------- | ---------------------- |
| Воздвиженка, присілок | 142                    | 92                     |
| Привольне, село       | 379                    | 275                    |